# Дехканабад (Сырдарьинская область)
Дехканабад (узб. Dehqonobod / Деҳқонобод) — городской посёлок в Сырдарьинской области Узбекистана, административный центр Гулистанского района.

## История
Это аграрный населённый пункт, основанный выходцами из Полтавской и Тверской губернии в конце 19 века. Первоначально назывался Романовск. В 1923 году его переименовали в Крестьянский.. Статус посёлка городского типа — с 1967 года. До 1990-х годов носил название Крестьянский. Посёлок расположен в 24 км от железнодорожной станции Гулистан (на линии Сырдарьинская — Хаваст).

## Население
| 1970 | 1979 | 1989 |
| ---- | ---- | ---- |
| 5509 | 6472 | 9687 |